# Albert Ellis
Albert Ellis (Pittsburgh, Pennsylvania, 1913. szeptember 27. – New York, 2007. július 24.) amerikai pszichológus és pszichoterapeuta. 1955-ben kifejlesztette a racionális érzelmi viselkedésterápiát (Rational Emotive Behavior Therapy, REBT). Előbb klinikai szakpszichológusi mesterfokozatot (MA), majd ugyanezen a területen később doktori fokozatot (PhD) is szerzett a Columbia Egyetemen és az Amerikai Szakértői Pszichológia Bizottságnál (American Board of Professional Psychology, ABPP). Szintén ő alapította és nyugalmazott elnöke is volt a New York városi illetőségű Albert Ellis Intézetnek (Albert Ellis Institute). Általában a pszichoterápiában megfigyelhető kognitív forradalom paradigma felé való eltolódás egyik kezdeményezőjeként és a kognitív viselkedésterápiák alapítójaként tekintenek rá. Egy amerikai és kanadai pszichológus nevéhez fűződő 1982-es hivatalos tanulmány alapján Ellist a történelem második legmeghatározóbb pszichoterapeutájának tartják. (A tanulmány Carl Rogerst sorolja az első helyre, Sigmund Freudot pedig a harmadikra.) A Pszichológia Ma (Psychology Today) a „legnagyszerűbb élő pszichológusként” írta le.

## Életének korai szakasza
Ellis zsidó családban született 1913-ban, Pittsburgh-ben, Pennsylvania-ban. Ő volt a legidősebb a három testvér közül. Ellis apja üzletember volt, aki gyakran volt távol az otthonától üzleti utak miatt, és aki – mint mondják – kevés szeretetet tanúsított gyermekei irányában.
Ellis önéletrajzában anyját úgy írta le, mint aki önmagával túlságosan elfoglalt volt, és aki bipoláris zavarokkal is küszködött. Az önéletrajz alapján az asszony időnként egy „fontoskodó locsifecsivé vált, aki sohasem hallgatott el”. Szívesen kifejtette szigorú nézeteit, de ritkán gondoskodott ezek tényszerű megvalósításáról. Apjához hasonlóan anyja is távolságot tartott gyermekeitől. Ellis elmeséli, hogy az asszony gyakran aludt még, amikor ő iskolába ment és rendszerint nem volt otthon, amikor hazaért. Azonban ahelyett, hogy Ellis keserű érzéseit kifejezésre juttatta volna, felelősségteljesen gondoskodott a testvéreiről. Saját pénzéből vásárolt egy ébresztő órát, ő keltette és öltöztette reggelente az öccsét és a húgát.
A nagy gazdasági világválság idején mind a három gyerek munkát keresett, hogy kisegítse a családot. Ellis gyerekként igen beteges volt, és számos egészségi problémától szenvedett egész fiatalkorában. Ötévesen veseproblémákkal került kórházba. Mandulagyulladással is kezelték, amely később sürgősségi beavatkozást igénylő komoly streptococcus fertőzéshez vezetett. Ellis beszámolt arról, hogy öt és hétéves kora között nyolc alkalommal volt kórházban, ebből az egyik közel egy évig tartott. Ezek alatt az évek alatt a szülei egy kevés érzelmi támogatást nyújtottak felé, nagy ritkán meglátogatták vagy éppen vigasztalták. Ellis azt állította, hogy megtanult szembeszállni a szerencsétlenségekkel oly módon, hogy „egyre növekvő közömbösséget tanúsított az elhanyagolással szemben”. A betegségek egész életén át elkísérték őt, 40 éves korában cukorbeteg lett.
Ellis túlságosan tartott a nyilvánosság előtt való szerepléstől és fiatalkorában meglehetősen félénk volt a hölgyek körében. Már 19 éves korában is egy kognitív viselkedésterapeuta gondolkodásmódjának jeleit mutatta: kényszerítette magát, hogy egy hónap leforgása alatt száz nővel kezdeményezzen beszélgetést a bronxi Botanikus Kertben (Bronx Botanical Gardens). Annak ellenére, hogy egyetlen randevút sem kapott, Ellis beszámolt arról, hogy érzéketlenné vált a visszautasítástól való félelemmel szemben.

## Tanulmányai és karrierjének kezdeti időszaka
Ellis a klinikai szakpszichológia területére lépett, miután 1934-ben üzleti tudományokból szerzett alapdiplomát a New York-i Városi Egyetemen (City University New York). Egy rövid üzleti karrier után az írással is megpróbálkozott. Ilyen irányú törekvései azonban az 1929-ben kezdődött nagy gazdasági világválság idején történtek, és Ellis hamarosan ráébredt, hogy az üzlet túlságosan szegényes, regényeinek kiadása pedig nem kecsegtet túl sok sikerrel.
Miután rájött, hogy prózát meglehetősen jól tud írni, az emberi szexualitást kezdte kutatni, és ezzel kapcsolatban kezdett írni. Laikus meglátásai hozzásegítették ahhoz, hogy a klinikai szakpszichológia területén keressen új karriert.
1942-ben Ellis megkezdte klinikai szakpszichológusi tanulmányait a Columbia Egyetem Tanárképző Főiskolai Karán (Teachers College, Columbia University), amely a pszichológusokat elsősorban pszichoanalízisre képezte ki. 1943 júniusában megszerezte a mesterfokozatot (MA), és részmunkaidős magánpraktizálást folytatott miközben folyamatosan dolgozott PhD fokozata megszerzésén is – talán azért, mert nem voltak képzett pszichológusok akkoriban New Yorkban. Ellis már azelőtt elkezdett cikkeket publikálni, mielőtt megkapta volna doktori fokozatát. 1946-ban több, széles körben alkalmazott papír és ceruza alapú személyiségtesztről írt kritikát. Arra a következtetésre jutott, hogy csak az MMPI (Minnesota Multiphasic Personality Inventory) felel meg egy kutatásalapú eszköz kívánalmainak.
1947-ben elnyerte a klinikai szakpszichológusi doktori fokozatot a Columbia Egyetemen, és kezdett igen mélyen hinni abban, hogy a pszichoanalízis a legmélyebb és leghatékonyabb terápiás forma. Ebben az időben sok pszichológushoz hasonlóan, Ellis is érdeklődött Sigmund Freud elméletei iránt. Kiegészítő képzéseket keresett a pszichoanalízis területén, majd klasszikus pszichoanalízissel kezdett foglalkozni. Röviddel azután, hogy megkapta 1947-ben doktori fokozatát, Ellis személyes analizálást és szupervíziós programot folytatott Richard Hulbeckkel (akinek saját terapeutája Hermann Rorschach, a Karen Horney Intézet vezető gyakorló pszichoanalistája és a Rorschach Tintapaca Teszt kifejlesztője volt). Ugyanebben az időben a New York-i Egyetemen (New York University) és a Rutgers Egyetemen (Rutgers University) is tanított, és egy pár vezető beosztást is a magáénak mondhatott. Ekkoriban Ellis pszichoanalízisbe vetett hite fokozatosan lankadni kezdett.

## Korai teoretikus hozzájárulása a pszichoterápiához
A pszichológusok közül kétségtelenül Karen Horney, Alfred Adler, Erich Fromm és Harry Stack Sullivan írásai voltak a legnagyobb befolyással Ellis gondolkodására, és ezek a művek fontos szerepet játszottak pszichológiai modelljeinek megalkotása során. Ellis Alfred Korzybskinek köszönheti Tudomány és józan gondolkodás (Science and Sanity) című könyvét, és neki tulajdonítja azt is, hogy elindította őt a racionális terápia megalapozásának filozófiai ösvényén. Ezenkívül a modern és ókori filozófia, valamint saját tapasztalatai is erősen befolyásolta a pszichoterápiában alkotott új elméleti fejlesztéseit.
1953 januárjában véglegesen szakított a pszichoanalízissel és magát racionális terapeutának (rational therapist) kezdte tartani. Ellis ezzel egy új, sokkal aktívabb és közvetlenebb típusú pszichoterápia kezdeményezője lett. 1955-ben új megközelítését racionális terápiának (rational therapy, RT) nevezte el. Az RT során a terapeuta kísérletet tesz arra, hogy segítsen a kliensnek megérteni – valamint cselekvő módon részt is vesz a megértetésben –, hogy az ő személyes gondolkodása olyan hiedelmeket tartalmaz, amelyek hozzájárultak a saját lelki fájdalmának kialakulásához. Ez az új megközelítés hangsúlyozta, hogy aktívan kell dolgozni azon, hogy a páciens önakadályozó (self-defeating) elképzelései és viselkedése megváltozzon oly módon, hogy bemutatják a gondolatok és a magatartás irracionalitását, ill. merevségét, valamint a kliens kishitűségét. Ellis úgy vélte, hogy a racionális analízis és a kognitív rekonstrukció segítségével az emberek képesek megérteni saját önakadályozó elképzeléseiket a legbensőbb irracionális hiedelmeik fényében, és ezután sokkal észszerűbb struktúrákat alakíthatnak ki.
1954-ben Ellis elkezdte az új technikákat más terapeutáknak is tanítani, és 1957-ben elindította az első kognitív viselkedésterápiát azt javasolva, hogy a terapeuták segítsenek az embereknek a gondolataikat és viselkedésüket összhangba hozni, amely egyfajta gyógymód lehet az érzelmi és magatartásbeli problémákra. Két évvel később Ellis megjelentette a Hogyan éljünk együtt egy neurotikussal? (How to Live with a Neurotic?)c. művét, amelyben alaposan kidolgozta új módszerét. 1960-ban bemutatta az új megközelítésről szóló egyik munkáját az Amerikai Pszichológiai Társaság (American Psychological Assosiation, APA) chicagói ülésén. Enyhe érdeklődést váltott ki, de csak kevesen fedezték fel, hogy ez a közzétett paradigma ennek a generációnak a korszelleme (Zeitgeist) lehet.
Abban az időben a kísérleti pszichológiában az általános nézet a behaviorizmus volt, miközben a klinikai pszichológiában az olyan figyelemre méltó személyek, mint Freud, Jung, Adler és Perls pszichoanalitikus iskolái voltak a meghatározóak. Annak ellenére, hogy Ellis megközelítése hangsúlyozta ugyan a kognitív, érzelmi és viselkedésbeli módszereket, az ő erős kognitív kiemelései provokálták a pszichoterápia intézményét kivéve esetlegesen Adler követőit. Következésképpen a hivatalos konferenciákon és a sajtóban is jelentős ellenségeskedéssel fogadták. Rendszeresen tartott szemináriumokat, ahol egy résztvevőt kihívott a színpadra, és kezelte őt. A kezelései arról váltak ismertté, hogy gyakran durva stílusban és konfrontációkat kereső módon történtek.
Annak ellenére, hogy eleinte viszonylag lassan vették át az ő új megközelítését, Ellis megalapította a saját intézetét. A Racionális Élet Intézménye (The Institute for Rational Living) nonprofit szervezetként alakult 1959-ben. 1968-ra a New York állambeli igazgatótanács képzőhelyként és pszichológiai klinikaként engedélyezte a működését.

## Szexológusként és szex- és szerelemkutatóként végzett munkája
Az 1960-as években Ellsire már az amerikai szexuális forradalom egyik megalapítójaként tekintettek. Különösen a karrierje elején szexológusként végzett munkái miatt vált ismertté, és az emberi szexualitásról alkotott liberális humanista és kontraverzális véleményéért. Együtt dolgozott a neves zoológussal és szexkutatóval, Alfred Kinsey-vel, és számos könyvben és cikkben kifejtette az emberi szexualitás és szerelem témakörét. A szex és a szerelmi kapcsolatok témaköre iránt már karrierje kezdetétől szakmai érdeklődést mutatott.
1958-ban jelentette meg Szex bűn nélkül (Sex without Guilt) című klasszikus könyvét, amely a liberális szexuális attitűdökről vált ismertté. 1964-ben jelentette meg Ha ez erenekség : Káros-e a gyerekeknek a pornográfia? c. munkáját. 1965-ben jelent meg Homoszexualitás: okok és gyógymód (Homosexuality: Its Causes and Cure) című műve, amelyben részben patológiának tekintette a homoszexualitást, és ezáltal gyógyítható állapotnak tartotta. 1973-ban az Amerikai Pszichológiai Társaság visszavonta a homoszexualitásról kialakult álláspontját deklarálva, hogy az nem egy mentális rendellenesség, és nem képezheti gyógyítás tárgyát.
1976-ban Ellis korábbi nézeteit a Szex és a felszabadított férfi (Sex and Liberated Man) című munkájában részletesen kifejtve, hogy néhány a homoszexualitásra jellemző megzavart viselkedés lehet gyógyítás tárgya, de a legtöbb esetben nem lehet megközelíteni a homoszexualitást úgy, hogy az alapvetően jó vagy ördögi, kivéve a vallási megközelítéseket. (Lásd lentebb Albert Ellis és a vallás szakaszt.)
Élete vége felé 2001-ben frissítette és újraírta a Szex bűn nélkült, és Szex bűn nélkül a 21. században (Sex without Guilt in the Twenty-First Century) címen adta ki. Ebben a könyvben részletesen kifejtette és kiemelte az ő humanista elképzelését a szexuális etikáról és moralitásról, valamint szentelt egy fejezetet a homoszexualitásnak is, amelyben tanácsokat és javaslatokat adott a homoszexuálisoknak, hogy hogyan élvezhetik jobban és fokozhatják a szerelmi életüket. Miközben megőrzött néhány ötletet az eredeti könyvből az emberi szexualitás témakörében, az átirat humanista nézeteit és etikai ideáljait tartalmazza.

## Ellis és a vallás
A Szex bűn nélkül című könyvének eredeti változatában Ellis kifejtette azt a nézetét, hogy a szexuális kifejezés vallási korlátozásai gyakran szükségtelenek és károsak az emocionális egészségre. Ellis Orval Hobart Mowrer és Allen Bergin hívő pszichológusokkal folytatott vitáiról is híres, amelyekben azt boncolgatták, hogy a vallás vajon hozzájárul-e a pszichológiai problémák kialakulásához. Az istent tagadó (nontheistic) humanizmus nyílt támogatása miatt őt 1971-ben az év humanistájának (Humanist of the Year) választotta az Amerikai Humanista Szövetség (American Humanist Association). Ellis a közelmúltban már vívódó ateistaként jellemezte magát, amely alatt azt értette, hogy miközben ő felismerte, hogy teljesen nem lehet biztos abban, hogy nincsen Isten, abban hitt, hogy Isten létezésének valószínűsége olyan csekély, hogy nem érdemes sem az ő sem bárki más figyelmére.
Miközben Ellis személyes ateizmusa és humanizmusa következetes maradt, a vallás mentális egészségben betöltött szerepéről alkotott nézetei változtak az idők során. Az ő korai, üléseken és New York-i intézetében kifejtett megjegyzéseiben Ellis kétségtelenül és gyakran a rá jellemző maró szarkazmussal állította, hogy a megrögzött vallási hitek és gyakorlatok károsak a mentális egészségre. A vallásosság elleni ügy (The Case Against Religiosity) című a New York-i intézet által 1980-ban kiadott pamfletjében egy egyéni jellemzőkkel bíró definíciót kínált a vallásosságra, amely szerint az bármilyen istenfélő, dogmatikus, és sokat követelő hit lehet. Megjegyezte, hogy a vallási kódok és a hívő emberek gyakran megtestesítik a vallásosságot, de hozzátette, hogy a vallásosságot követelő istenhívő magatartás magától értetődő sok ortodox pszichoterapeuta és pszichoanalitikus, vallásos politikai hívő és agresszív ateista körében.
Ellis óvatos volt, amikor azt állította, hogy a REBT független az ateizmustól, megjegyezve, hogy sok képzett REBT-t gyakorló terapeuta vallásos, beleértve a lelkipásztorokat is. Utolsó napjaiban jelentősen mérsékelte a vallással szembeni ellenállását. Miközben fenntartotta a határozott ateista beállítottságát azt állítva, hogy a több szempontot figyelembe vevő, vívódó ateizmusa valószínűleg a leginkább érzelmi alapon működő egészséges megközelítés volt az élethez, azt is elismerte és egyetértett a bizonyítékokkal, hogy a szerető istenben való hit szintén lehet pszichológiailag egészséges. Erre a késői vallási megközelítésre alapozva az egyik utolsó könyvében (A toleranciához vezető út, Road to Tolerance) újraalakította a szakmai és személyes nézeteit, és társszerkesztőként is közreműködött két hívő pszichológussal, Stavan Lars Nielsennel és W. Brad Johnsonnal a Tanácsadás és Pszichoterápia vallásos személyeknek: a racionális érzelmi viselkedésterápia megközelítése (Counseling and Psychotherapy with Religious Persons: A Rational Emotive Behavior Therapy Approach) című könyvben, ahol leírják annak az alapelvét, hogy beleemelik a vallási témájú anyagokat és hiteket a REBT-be a hívő kliensek kezelése során.

## Életének késői szakasza

### Szakmai hozzájárulás
Miközben Ellis számos elképzelését kritizálták az 1950-es és 1960-as években a pszichoterápiával foglalkozó intézmények, az elismertsége jelentősen megnőtt az ezt követő évtizedekben. Az 1960-as évek közepétől jelentősége állandóan növekedett azzal együtt, ahogy a kognitív viselkedésterápiák (cognitive behavioral therapies, CBT) további teoretikus és tudományos teret nyertek. Ettől az időtől kezdődően a CBT, amelyet a kognitív terápia szülőatyja, Aaron T. Beck alakított ki, fokozatosan az egyik legnépszerűbb pszichoterápia-rendszer lett számos országban.
Az 1960-as évek végén az intézete kiadott egy szakmai folyóiratot és az 1970-es évek elején létrehozta az ún. „Élő iskolát” („The Living School”) 6-13 éves gyerekeknek. Az iskola olyan tantervet adott, amely beillesztette a REBT alapelveit. A viszonylag rövid fennállás ellenére az érdekeltek általában elégedettek voltak a programok kitalálójával. Ellis olyan hatással volt, hogy egy 1982-es tanulmányban az amerikai és kanadai klinikai pszichológusok és tanácsadók, amikor megkérték őket, hogy nevezzenek meg egy személyt, aki a legnagyobb hatást gyakorolta a tudományterületükön, Sigmund Freud elé sorolták őt. 1982-ben az Egyesült Államokban kiadott pszichológiai folyóiratok analizálása során azt találták, hogy 1957 után Ellis volt a leggyakrabban idézett szerző.
1985-ben az APA a „kiváló szakmai hozzájárulás” („distinguished professional contributions”) díjat adta át Ellisnek. Sok fontos tisztséget töltött be számos szakmai társaságban, mint az APA Tanácsadó Pszichológiai Osztálya (Division of Consulting Psychology of the APA), a Szexualitás Tudományos Vizsgálatának Társasága (Society for the Scientific Study of Sexuality), a Pár- és Családterápia Amerikai Egyesülete (American Assosiation of Marital and Family Therapy), a Pszichoterapeuták Amerikai Akadémiája (The American Academy of Psychoterapists) és a Szexoktatók, -tanácsadók és –terapeuták Amerikai Egyesülete (The American Assosiation of Sex Educators, Consellors and Therapists). Emellett Ellis sok tudományos folyóirat tanácsadójaként és szerkesztőjeként is dolgozott. Számos tudományos egyesület adományozta Ellisnek a legmagasabb szakmai és klinikai díjakat.
Az 1990-es évek közepén végül is Ellis átnevezte az eredetileg racionális terápiaként, majd racionális érzelmi terápiaként ismert pszichoterápiás és viselkedésváltozási rendszerét REBT-re. Ezt azért tette, hogy hangsúlyozza a kogníció, az érzelmek és a viselkedés kölcsönös kapcsolatainak fontosságát az ő terápiás megközelítésében. 1994-ben újra frissítette és áttekintette az eredeti 1962-es klasszikus könyvét (Ok és emóció a pszichoterápiában, „Reason and Emotion in Psychotherapy”). A következő években tovább folytatta az elmélet fejlesztését, hangsúlyozva az ő saját rendszerét a pszichoterápiában és a viselkedésváltozásban, valamint annak gyakorlati alkalmazásában.

### Nyilvános szereplések
A pszichológiától eltérő területekre is kiterjesztette a munkásságát: oktatás, politika, üzleti élet, filozófia. Végül a témák széles körében prominens és konfrontációt előidéző társadalmi kommentátor és nyilvános szóvivő lett. A karrierje során nyilvánosan vitatkozott emberek óriási tömegével, akik ellenkező véleményt képviseltek az övével szemben. Ez magában foglalja például a Nathaniel Branden pszichológussal folytatott vitáját az objektivitásról, valamint a Thomas Szasz pszichiáterrel a mentális betegség témaköréről folytatott vitát. Számos alkalommal Ellis további induktív kritikákat prezentált a szembenálló pszichoterápiás megközelítésekről, ráadásul még számos alkalommal bizonyos dogmatikus vallási rendszerek, a spiritualizmus vagy a miszticizmus néhány doktrináját is megkérdőjelezte.
1965-től élete végéig, négy élvtizeden keresztül vezette a REBT híres Friday Night Live csoportszemináriumait a százakat is kitevő közönségből választott önkéntesekkel. Az 1970-es években vezette be a népszerű racionális humoros dalokat („rational humorous songs”), amik összekapcsolták a humoros dalszövegeket és az önsegítő üzeneteket, amelyeket népszerű dallamokra írtak. Ellis ismert lett és gyakran megtapsolták azért, hogy „szégyentelenül” énekelt nekik hangosan a magas hangfekvésű és nazális hangján. Emellett Ellis világszerte vezetett workshopokat és szemináriumokat a mentális egészségről és a pszichoterápiáról egészen kilencvenéves koráig.

### Utolsó évei
Ellis átlagosan legalább 16 órát dolgozott egy nap egészen addig, amíg 2006-ban, 92 éves korában beteg nem lett. Kézírással írt könyveket legális tablettákról, látogatta a klienseit és tanított. 2003-ban a 90. születésnapjára gratuláló üzeneteket kapott olyan jól ismert közéleti szereplőktől, mint az akkori amerikai elnök, George W. Bush, Charles Schumer és Hillary Clinton szenátorok, Bill Clinton korábbi elnök, Michael Bloomberg, New York városi főpolgármester, valamint a Dalai láma, aki megáldott selyem sálat küldött az alkalomra. 2004-ben Ellis komoly bélproblémákkal betegedett meg, ami kórházi kezeléshez, és a vastagbél operációhoz vezetett. Néhány hónappal később visszatért a munkába Debbie Joffe asszisztense ápolásának köszönhetően, aki később a felesége lett.
2005-ben az összes szakmai kötelezettségéből és a saját intézetének igazgatótanácsbeli tisztségéből is fölmentették, miután vitát folytatott az intézet menedzselési irányelveiről. 2006-ban visszahelyezték az igazgatótanácsba, miután polgári peres eljárást nyert azon testületi tagok ellen, akik eltávolították őt. 2007. június 6-án az Albert Ellis érdekében fellépő ügyvédek keresetet nyújtottak be az Albert Ellis Intézet ellen New York Állam Legfelsőbb Bíróságán. Ez a kereset az Albert Ellis Intézettel kötött hosszú távú szerződés megszegését hozta fel indoklásképpen, és a 65. utca 45. számú ingatlanjának visszaadását kérte egy konstruktív bizalmatlansági indítványon keresztül.
Egészségi gondjainak sorozata és súlyos hallássérülése ellenére Ellis sohasem hagyott fel azzal, hogy folyamatos szakmai munkát végezzen. A felesége, az ausztráliai származású pszichológus, Debbie Joffe segített neki a munkában. Később 2006 áprilisában Ellis tüdőgyulladással került kórházba és több, mint egy évet töltött úgy, hogy a kórház és a rehabilitációs központ között ingázott. Végül visszatért az otthonába, az Albert Ellis Intézet legfelső szintjére.
2007. június 24-én bekövetkezett halálakor Ellis a New York-i Albert Ellis Intézet Emeritus Elnöke volt, és több mint 80 könyv és 1200 cikk (beleértve 800 tudományos dolgozatot is) szerzője vagy társszerzője volt élete során. Természetes halállal halt meg 93 éves korában.
Utolsó éveiben együttműködött Mike Abrahams-szel az egyetlen egyetemi jegyzetén: A személyiséggel kapcsolatos teóriák: kritikai perspektívák (Personality Theories: Critical Perspektives) című kiadványon.
Utolsó előtti könyve egy önéletrajz volt, amely az All Out (Mindent magamról) címet viselte, és a Prometheus Könyvkiadó jelentette meg 2010 júniusában. A könyvet feleségének dr. Debbie Joffe Ellis-nek dedikálta, aki személyesen is hozzájárult a könyvhöz, valamint akit megbízott a REBT hagyatékának kezelésével, és akit „egész életének legnagyobb szerelmeként” írt le. 2011 elején Ellis és felesége könyvét a Racionális Érzelmi Viselkedésterápiát kiadta az Amerikai Pszichológiai Társaság. A könyv a REBT teória lényegét magyarázza meg, és a pszichológiával vagy tanácsadással foglalkozó hallgatóknak ajánlják.
Albert Ellis temetésekor való méltatása során az APA volt elnöke, Frank Farley azt mondta, hogy „a pszichológia területén csupán egy maroknyi legendás személy dolgozott, akik nem csak alapelvek megfogalmazásával vonták magukra a figyelmet, hanem a munkájukért magas elismerést is kaptak a közvéleménytől. Albert Ellis egy ilyen személy volt, akit megdöbbentő eredetisége, provokatív ötletei, valamint provokatív személyisége miatt ismertek a pszichológiai berkein belül és kívül is. A pszichoterápia gyakorlata fölött collossus-ként állt… ”

## Publikált munkái (válogatás)
- The Folklore of Sex, Oxford, England: Charles Boni, 1951
- The Homosexual in America: A Subjective Approach (introduction). NY: Greenberg, 1951
- The American Sexual Tragedy. NY: Twayne, 1954
- Sex Life of the American woman and the Kinsey Report. Oxford, England: Greenberg, 1954
- The Psychology of Sex Offenders. Springfield, IL: Thomas, 1956
- How To Live With A Neurotic. Oxford, England: Crown Publishers, 1957
- Sex Without Guilt. NY: Hillman, 1958
- The Art and Science of Love. NY: Lyle Stuart, 1960
- A Guide to Successful Marriage, with Robert A. Harper. North Hollywood, CA: Wilshire Book, 1961
- Creative Marriage, with Robert A. Harper. NY: Lyle Stuart, 1961
- The Encyclopedia of Sexual Behavior, edited with Albert Abarbanel. NY: Hawthorn, 1961
- The American Sexual Tragedy, 2nd Ed. rev. NY: Lyle Stuart, 1962
- Reason and Emotion In Psychotherapy. NY: Lyle Stuart, 1962
- Sex and the Single Man. NY: Lyle Stuart, 1963
- If This Be Sexual Heresy. NY: Lyle Stuart, 1963
- Nymphomania: A Study of the Oversexed Woman, with Edward Sagarin. NY: Gilbert Press, 1964
- Homosexuality: Its causes and Cures. NY: Lyle Stuart, 1965
- Is Objectivism a Religion. NY: Lyle Stuart, 1968
- Murder and Assassination, with John M. Gullo. NY: Lyle Stuart, 1971
- A Guide to Rational Living. Englewood Cliffs, N.J., Prentice-Hall, 1961
- Humanistic Psychotherapy, NY McGraw, 1974 Sagarin ed.
- A New Guide to Rational Living. Wilshire Book Company, 1975. ISBN 0-87980-042-9
- Anger: How to Live With and Without It. Secaucus, NJ: Citadel Press, 1977. ISBN 0-8065-0937-6
- Handbook of Rational-Emotive Therapy, with Russell Greiger & contributors. NY: Springer Publishing, 1977
- Overcoming Procrastination: Or How to Think and Act Rationally in Spite of Life's Inevitable Hassles, with William J. Knaus. Institute for Rational Living, 1977. ISBN 0-917476-04-2
- How to Live With a Neurotic. Wilshire Book Company, 1979. ISBN 0-87980-404-1
- Overcoming Resistance: Rational-Emotive Therapy With Difficult Clients. NY: Springer Publishing, 1985. ISBN 0-8261-4910-3
- When AA Doesn't Work For You: Rational Steps to Quitting Alcohol, with Emmett Velten. Barricade Books, 1992. ISBN 0-942637-53-4
- The Art and Science of Rational Eating, with Mike Abrams and Lidia Abrams. Barricade Books, 1992. ISBN 0-942637-60-7
- How to Cope with a Fatal Illness, with Mike Abrams. Barricade Books, 1994. ISBN 1-56980-005-7
- Reason and Emotion In Psychotherapy, Revised and Updated. Secaucus, NJ: Carol Publishing Group, 1994. ISBN 1-55972-248-7
- How to Keep People from Pushing Your Buttons, with Arthur Lange. Citadel Press, 1995. ISBN 0-8065-1670-4
- Alcohol: How to Give It Up and Be Glad You Did, with Philip Tate Ph.D. See Sharp Press, 1996. ISBN 1-884365-10-8
- How to Control Your Anger Before It Controls You, with Raymond Chip Tafrate. Citadel Press, 1998. ISBN 0-8065-2010-8
- Optimal Aging: Get Over Getting Older, with Emmett Velten. Chicago, Open Court Press, 1998. ISBN 0-8126-9383-3
- How to Stubbornly Refuse to Make Yourself Miserable About Anything: Yes, Anything", Lyle Stuart, 2000, ISBN 0-8184-0456-6
- Making Intimate Connections: Seven Guidelines for Great Relationships and Better Communication, with Ted Crawford. Impact Publishers, 2000. ISBN 1-886230-33-1
- The Secret of Overcoming Verbal Abuse: Getting Off the Emotional Roller Coaster and Regaining Control of Your Life, with Marcia Grad Powers. Wilshire Book Company, 2000. ISBN 0-87980-445-9
- Counseling and Psychotherapy With Religious Persons: A Rational Emotive Behavior Therapy Approach, with Stevan Lars Nielsen and W. Brad Johnson. Mahwah, NJ: Lawrence Erlbaum Associates, 2001. ISBN 0-8058-2878-8
- Overcoming Destructive Beliefs, Feelings, and Behaviors: New Directions for Rational Emotive Behavior Therapy. Prometheus Books, 2001. ISBN 1-57392-879-8
- Feeling Better, Getting Better, Staying Better: Profound Self-Help Therapy For Your Emotions. Impact Publishers, 2001. ISBN 1-886230-35-8
- Case Studies In Rational Emotive Behavior Therapy With Children and Adolescents, with Jerry Wilde. Upper Saddle River, NJ: Merrill/Prentice Hall, 2002. ISBN 0-13-087281-4
- Overcoming Resistance: A Rational Emotive Behavior Therapy Integrated Approach, 2nd ed. NY: Springer Publishing, 2002. ISBN 0-8261-4912-X
- Ask Albert Ellis: Straight Answers and Sound Advice from America's Best-Known Psychologist. Impact Publishers, 2003. ISBN 1-886230-51-X
- Sex Without Guilt in the 21st Century. Barricade Books, 2003. ISBN 1-56980-258-0
- Dating, Mating, and Relating. How to Build a Healthy Relationship, with Robert A. Harper. Citadel Press Books, 2003. ISBN 0-8065-2454-5
- Rational Emotive Behavior Therapy: It Works For Me–It Can Work For You. Prometheus Books, 2004. ISBN 1-59102-184-7
- The Road to Tolerance: The Philosophy of Rational Emotive Behavior Therapy. Prometheus Books, 2004. ISBN 1-59102-237-1
- The Myth of Self-Esteem. Prometheus Books, 2005. ISBN 1-59102-354-8
- Rational Emotive Behavior Therapy: A Therapist's Guide (2nd Edition), with Catharine MacLaren. Impact Publishers, 2005. ISBN 1-886230-61-7
- How to Make Yourself Happy and Remarkably Less Disturbable. Impact Publishers, 1999. ISBN 1-886230-18-8
- Rational Emotive Behavioral Approaches to Childhood Disorders • Theory, Practice and Research 2nd Edition. With Michael E. Bernard (Eds.). Springer SBM, 2006. ISBN 978-0-387-26374-8
- Growth Through Reason: Verbatim Cases In Rational-Emotive Therapy Science and Behavior Books. Palo Alto, California. 1971
- Theories of Personality: Critical Perspectives, with Mike Abrams, PhD, and Lidia Abrams, PhD. New York: Sage Press, 7/2008 ISBN 978-1-4129-1422-2 (This was his final work, published posthumously)
- All Out!. Prometheus Books, 2009. ISBN 1-59102-452-8
- Rational Emotive Behavior Therapy, American Psychological Association, ISBN 978-1-4338-0961-3

### Magyarul
- Értelem és érzelem a pszichoterápiában; Animula, Bp., 2020

## Fordítás
- Ez a szócikk részben vagy egészben  az   Albert Ellis (psychologist) című angol Wikipédia-szócikk fordításán alapul.  Az eredeti cikk szerkesztőit annak laptörténete sorolja fel. Ez a jelzés csupán a megfogalmazás eredetét és a szerzői jogokat jelzi, nem szolgál a cikkben szereplő információk forrásmegjelöléseként.

## További olvasmányok
- Albert Ellis. Theories of Personality: Critical Perspectives, with Mike Abrams, PhD, and Lidia Abrams, PhD. New York: Sage Press, 2008
- Emmett Velten. Under the Influence: Reflections of Albert Ellis in the Work of Others. See Sharp Press, 2007
- Emmett Velten. Albert Ellis: American Revolutionary. See Sharp Press, 2009
- Albert Ellis. Rational Emotive Behavior Therapy: It Works for Me – It Can Work for You by Albert Ellis. Prometheus Books, 2004
- Joseph Yankura and Windy Dryden. Albert Ellis (Key Figures in Counselling and Psychotherapy series). Sage Publications, 1994